# MegaPlaza
MegaPlaza es una cadena peruana de centros comerciales con presencia en Lima (Independencia,Chorrillos y Villa El Salvador), Chimbote, Pisco, Jaén y Chincha. Fue fundada el 28 de noviembre de 2002. Es uno de los centros comerciales con más visitas a nivel nacional del Perú. En el año 2021, parte del accionariado fue adquirido por la empresa chilena Parque Arauco.

## Centros comerciales
MegaPlaza se extendió a la parte norte y sur con centros comerciales express en ciudades con la cantidad de habitantes «regular». Además de sus tiendas regulares cuenta con servicios o ferias adicionales de acuerdo a la temporada en algunos de sus locales.

### MegaPlaza

#### MegaPlaza Lima Norte
Se encuentra ubicado entre la carretera Panamericana Norte y la avenida El Pacífico en una zona disputada entre los distritos de Independencia y San Martín de Porres. Se inauguró el 28 de noviembre de 2002 con 273 tiendas entre las que se encuentran el supermercado Tottus, la cadena de multicines Cinemark, el centro de entretenimiento Coney Park y la tienda por departamento Ripley bajo el formato Max (que en el 2019 es reemplazada por un Ripley convencional). Posteriormente se unieron como tiendas ancla la retail de construcción Sodimac en el año 2005, Falabella en 2006 y París en 2012, esta última cerrando en 2020 tras su salida del país y ocupando su lugar la tienda Oechsle desde 2021. Entre los años 2007 y 2011 se construyó un segundo nivel de área de ventas y en 2013 un nuevo Boulevard junto con dos grandes secciones de tiendas menores y restaurantes.El proyecto fue realizado por el Grupo Wiese bajo la dirección de Carlos Neuhaus, Marilú Wiese y Marco Aveggio y con la asesoría de Víctor & Shellengerger. Fue catalogado por el Instituto Nacional de Defensa Civil en 2004 como uno de los centros comerciales más seguros del país.MegaPlaza está ubicada en la Panamericana Norte, la principal vía de acceso de transporte vehicular.Como tiendas principales tiene al:
- Supermercado: Tottus
- Tiendas por departamento: Falabella, Ripley y Oechsle
- Tienda de construcción: Sodimac
- Cine: Cinemark
- Otros: H&M, Zara, etc.

En agosto de 2023 se anunció la ampliación del centro comercial.

#### MegaPlaza Chimbote
Es el primer centro comercial de Chimbote, con 28 mil metros cuadrados. Fue inaugurado el 24 de abril de 2012.
- Supermercado: Tottus
- Tienda por departamento: Falabella y Ripley
- Tienda de construcción: Sodimac
- Cine: Cinerama

#### Parque Pisco
Es el primer centro comercial de Pisco con un área de más de 29 mil metros cuadrados. Fue inaugurado el 9 de abril de 2015. Rebautizado como Parque Pisco en octubre de 2024, como la reestructuración de la empresa Parque Arauco a sus centros comerciales MegaPlaza.
- Supermercado: Plaza Vea
- Tienda por departamento: Estilos
- Tienda de construcción: Promart Homecenter
- Cine: Movie Time
- Otros: Coney Park, Dollarcity, Norky's, KFC

#### MegaPlaza Villa El Salvador II
Mide 40 mil metros cuadrados y tuvo una inversión de 20 millones de dólares. Inició en su primera etapa con el supermercado Tottus a fines de 2016 y el resto del recinto abrió a fines de 2017.
- Supermercado: Tottus
- Cine: Movietime
- Otros: Bata, Norky's, etc.

#### MegaPlaza Cajamarca.{Antes El Quinde Cajamarca}
Fue inaugurado en 2006, En 2023 cambia de nombre a MegaPlaza Cajamarca.
.Supermercado: Metro.
.Tiendas por departamento: Falabella

#### Parque Cañete (Antes: MegaPlaza Cañete)
Siendo el primer centro comercial de San Vicente de Cañete. Fue inaugurado el 17 de octubre de 2013. Reestructurado en octubre de 2024 cambiando de nombre a Parque Cañete.
- Supermercado: Tottus
- Tienda por departamento: Falabella
- Tienda de construcción: Sodimac y Crate & Barrel
- Cine: Movietime
- Ropa deportiva: Adidas
- Otros: Topitop, KFC, Tai Loy, etc.

#### MegaPlazaJaén
Mide 18 mil metros cuadrados y tuvo una inversión de 15 millones de dólares. Fue inaugurado el 24 de mayo de 2016.
- Supermercado: Plaza Vea
- Tienda por departamento: Estilos
- Tienda de construcción: Promart Homecenter
- Cine: Movietime
- Otros - Inkafarma, H&M y KFC.

#### MegaPlazaHuaral
Mide 12 mil metros cuadrados y tuvo una inversión de 13 millones de dólares. Fue inaugurado el 19 de setiembre de 2017.
- Supermercado: Tottus
- Tienda por departamento: Estilos

Tienda de construcción. Promart Homecenter.
- Cine: Movie Time
- Otros: MiFarma, KFC, etc.

#### MegaPlaza Ica (Antes: El Quinde Shopping Plaza Ica)
Mide 20 mil metros cuadrados y tuvo una inversión de 17 millones de dólares. Fue inaugurado el 12 de enero de 2015. En octubre de 2023 cambia de nombre a MegaPlaza Ica.
- Supermercado: Metro
- Tienda por departamento: Falabella y Ripley
- Tienda de construcción: Sodimac(antes Maestro)
- Cine: Cinerama
- Otros. Topitop, MiFarma, KFC, Pizza Hut, etc.

### MegaPlaza Express
Es un formato de centro comercial de menor tamaño (strip center) que entró en marcha en el año 2009 con su primera sucursal en Chorrillos (Lima).

#### Parque Chincha
Es el primer centro comercial de Chincha con un área de más 10 mil metros cuadrados, inaugurado el 10 de abril de 2013. Esta se ubica en el distrito de Grocio Prado. Estaría de acuerdo en el año 2014 hacer una expansión si tuviera éxito el proyecto. Fue reestructurado en octubre de 2024, cuando algunos centros comerciales de MegaPlaza cambiarían al estilo de Parque Arauco, solo añadiéndole "Parque" + la ubicación de la ciudad o distrito. Así nació Parque Chincha.
- Supermercado: Metro (2013-marzo 2023), Hiper Asia
- Tienda por departamento: Estilos, Dollarcity
- Cine: Movietime
- Otros: KFC, Adidas, Tai Loy, etc.

#### MegaPlaza Express Villa (Chorrillos)
Mide 10 mil metros cuadrados y se inauguró en octubre de 2009 con una inversión de 4 millones de dólares.
- Supermercado: Plaza Vea
- Cine: Movietime
- Otros: La Curacao, Happyland, etc.

#### MegaPlaza ExpressVilla El Salvador
Mide 9 mil metros cuadrados y tuvo una inversión de 13 millones de dólares. Fue inaugurado el 12 de abril de 2012.
- Supermercado: Plaza Vea
- Tienda por departamento: Estilos
- Cine: Movietime
- Otros: Jungla Kids, Happyland, etc.

#### MegaPlaza Express Barranca
Es el primer centro comercial más grande de Barranca con un área de más de 8 mil metros cuadrados. Fue inaugurado el 2 de diciembre de 2013. Esta se ubica en el Jirón Zavala.
- Cadena de comida: Rustica
- Supermercado: Plaza Vea
- Tienda por departamento: Oechsle
- Cine: Movietime
- Otros: Inkafarma, KFC, etc.